# Pachyhynobius shangchengensis
Pachyhynobius shangchengensis là một loài động vật lưỡng cư thuộc chi đơn loài Pachyhynobius trong họ Hynobiidae, thuộc bộ Caudata. Loài này đang bị đe dọa hoặc tuyệt chủng.